# Кариба (водосховище)

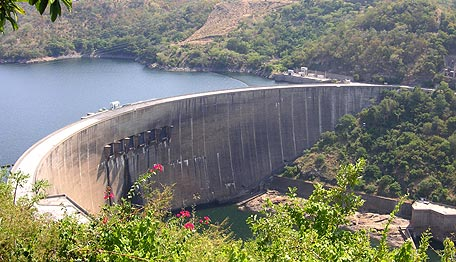
Гребля водосховища

Кариба (англ. Lake Kariba) — водосховище (штучне озеро) на річці Замбезі, приблизно посередині її течії за 1 500 км вище її гирла, на кордоні Замбії і Зімбабве. Друге за площею штучне водосховище в Африці (після озера Вольта в Гані) і четверте у світі.
Озеро заповнювалося з 1958 по 1963 рік після закінчення будівництва греблі Кариба, яка розташована на його північно-східному краї. Озеро затопило колишні ущелини на Замбезі і довколишню місцевість, яка була населена переважно племенами народу тонга. Зімбабвійське місто Кариба біля греблі виникло як поселення будівельників; в містечках Мілбібезі в Зімбабве і Сіавонга та Сіназонгве в Замбії були оселені переселенці з територій, що затоплювалися.
Озеро тягнеться від греблі на південній захід на 280 км вверх по течії Замбезі до ущелини Диявола і має площу 5 580 км². Максимальна ширина озера 48 км, його середня глибина 29 м, максимальна — до 97 м. Максимальні глибини спостерігаються в східній частині озера поблизу греблі. Загалом озеро містить 180 км³ води. Вважається, що раптова поява гігантської маси води (180 мільярдів тонн) в одному місці є причиною так званої наведеної сейсмічності, коли під вагою води напруженості, що існують в земній корі під водосховищем, досягають критичних величин і починають тріскатися, спричиняючи землетруси. Озеро Кариба є одним з місць, де дослідження виявили значне підвищення сейсмічності після створення водосховища — було зареєстровано понад 20 землетрусів силою більше 5 балів за шкалою Ріхтера.
Берегова лінія озера надзвичайно звивиста, з численними затоками, бухтами і островами.
Перед заповненням озера на його місці була випалена вся існуюча рослинність. Через це на дні озера був утворений товстий шар родючого ґрунту, який став базою озерної екології. Згідно з планом господарського розвитку озера в ньому було акліматизовано декілька видів риб, серед них — тілапія і капента (запроваджена з озера Танганьїка), які стали основою озерного комерційного рибальства: щороку цієї риби виловлюється в озері понад 15 000 тонн. Деякі великі види риб, зокрема, терапон, були оселені в озері з метою розвитку спортивного рибальства. Окрім риб, озеро також населяють численні нільські крокодили і бегемоти. На озері живе багато водяних птахів, зокрема, баклани і африканські орлани-кликуни. Береги озера часто відвідують стада слонів.
Як Замбія, так і Зімбабве докладають великих зусиль для розвитку туристичної індустрії на берегах озера Кариба.